# Katastrofa lotnicza na wzgórzu Superga
Katastrofa lotnicza na wzgórzu Superga – katastrofa z udziałem samolotu linii Avio Linee Italiane, w okolicach Turynu. Wydarzyła się 4 maja 1949 roku, gdy trzysilnikowy Fiat G.212 CP rozbił się na wzgórzu Superga, uderzając w marmurową bazylikę. Zginęło 31 osób, wszystkie, które znajdowały się na pokładzie.

## Przebieg katastrofy
Dwuletni samolot włoskiego towarzystwa A.L.I. wystartował z Lizbony o godz. 9:52, rozpoczynając rejs do Turynu. Na pokładzie znajdowało się 27 pasażerów i czteroosobowa załoga. Wśród podróżnych przeważała grupa 18 piłkarzy włoskiego klubu piłkarskiego AC Torino, powracająca do ojczyzny po rozegranym w stolicy Portugalii meczu.
W dzisiejszych czasach pokonanie trasy z Lizbony do Turynu odrzutowcem zajęłoby godzinę, jednak trójsilnikowej maszynie w 1949 roku tylko pierwszy etap lotu, z Lizbony do międzylądowania w Barcelonie w celu uzupełnienia paliwa, zajął ponad 3 godziny i zakończył się o godz. 13:15 czasu lokalnego.
Gdy o godz. 16:41 samolot przeleciał nad Savoną na wysokości 2000 m, załoga samolotu połączyła się z turyńskimi kontrolerami. W rejonie portu lotniczego panowały niezwykle trudne warunki pogodowe: widoczność wynosiła tylko 1200 m, z podstawą chmur na wysokości 400 m. Piloci zostali zmuszeni zmniejszyć pułap lotu do momentu, w którym widoczność poprawi się. Tymczasem w okolicach wzniesienia Superga (675 m n.p.m.), ta sięgała już jedynie 40 m. Około godz. 17:04, w momencie, gdy załoga dalej obniżała lot, doszło do zderzenia ze zboczem. Samolot rozbił się o mury tamtejszej bazyliki i uległ całkowitemu zniszczeniu (zachował swój kształt jedynie fragment ogona ze statecznikiem pionowym). Wszystkie osoby znajdujące się na pokładzie zginęły.

## Prawdopodobne przyczyny
W 1949 roku badający katastrofę mieli bardzo ograniczony dostęp do danych, mogących wyjaśnić katastrofę. Rejestratory parametrów lotu nie istniały, podobnie, jak wiele innych technik, pozwalających poznać przyczyny zdarzenia. Jak zwykle w takich przypadkach, winą (nieraz niesłusznie) obarczano załogę samolotu lub pogodę. Za główne przyczyny katastrofy uznano gęstą mgłę, ograniczającą widoczność, błąd nawigacyjny i niedostateczną komunikację radiową.

## Lista ofiar katastrofy
| Piłkarze AC Torino - Valerio Bacigalupo - Aldo Ballarin - Dino Ballarin - Milo Bongiorni - Eusebio Castigliano - Rubens Fadini - Guglielmo Gabetto - Ruggero Grava - Giuseppe Grezar - Ezio Loik - Virgilio Maroso - Danilo Martelli - Valentino Mazzola - Romeo Menti - Piero Operto - Franco Ossola - Mario Rigamonti - Giulio Schubert | Działacze AC Torino - Arnaldo Agnisetta – menedżer - Ippolito Civalleri – menedżer - Ernest Erbstein – dyrektor techniczny - Leslie Lievesley – trener - Ottavio Corina – masażysta Dziennikarze - Renato Casalbore, („Tuttosport”) - Luigi Cavallero, („La Stampa”) - Renato Tosatti, („Gazzetta del Popolo”) Organizator zawodów - Andrea Bonaiuti Obsługa samolotu - Pierluigi Meroni – kapitan - Antonio Pangrazzi - Celestino D'Inca - Cesare Biancardi |

Szczątki ofiar spoczęły na turyńskim cmentarzu Palazzo Madonna. Była to jedna z największych tragedii w historii włoskiego sportu.

## Wielkie Torino

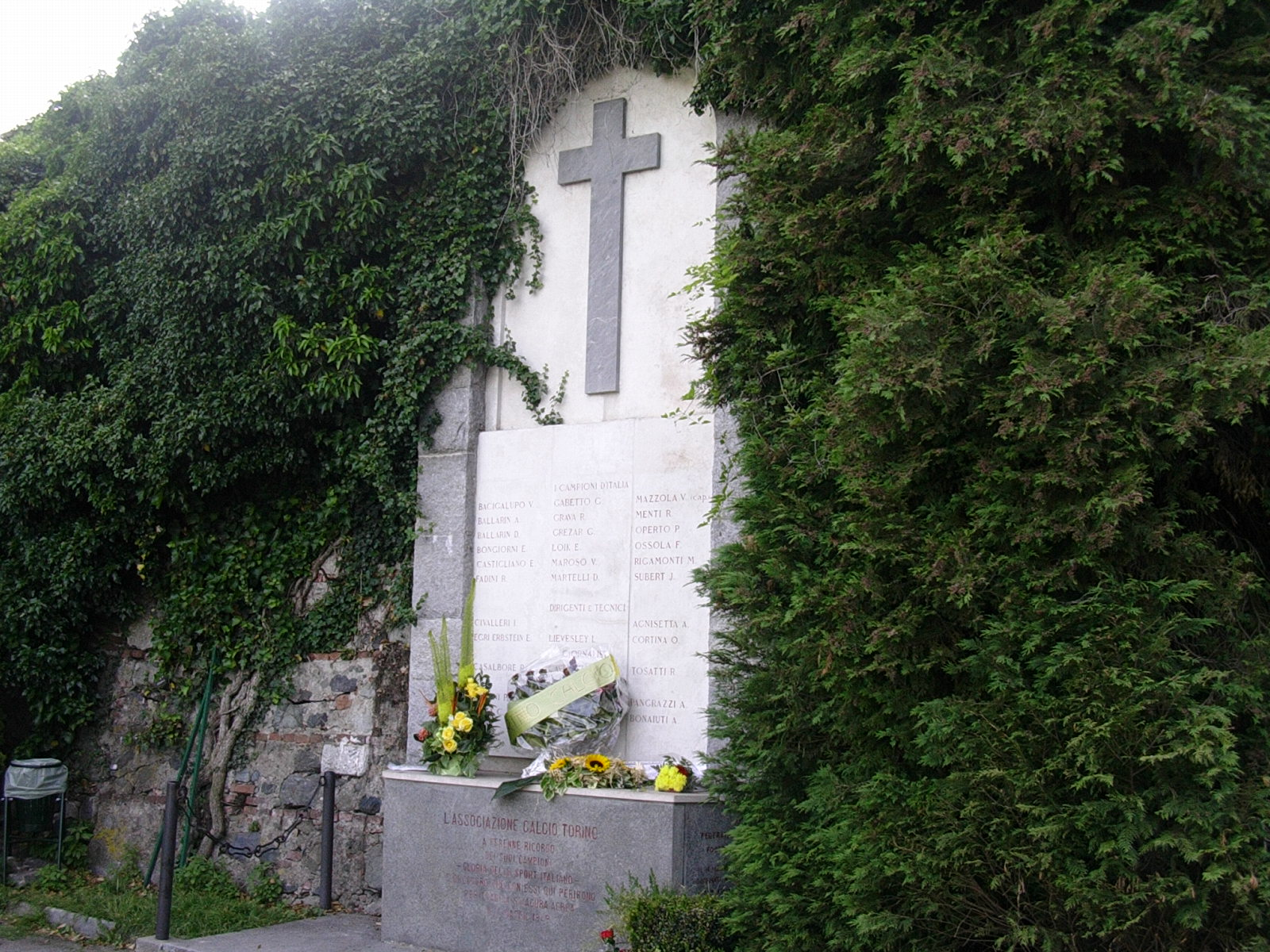
Tablica poświęcona pamięci ofiar katastrofy

Drużyna piłkarska FC Torino, znajdująca się na pokładzie, wracała z pożegnalnego meczu José Ferreiry z zespołem Benfiki, rozegranego dzień wcześniej, 3 maja, w Lizbonie. Turyński zespół nazwany później Grande Torino (wielkie Torino) był wówczas najlepszym zespołem Włoch, w ostatnich 3 latach (1946, 1947 i 1948) zdobywał mistrzostwo kraju. W dniu katastrofy pewnie zmierzał po czwarty z rzędu tytuł, zajmując 1. miejsce w tabeli rozgrywek na 4 kolejki przed końcem sezonu.
Po katastrofie działacze Milanu, jednego z głównych rywali turyńskiego zespołu do tytułu mistrzowskiego, zaapelowali do włoskiej federacji o automatyczne przyznanie zespołowi Torino tytułu mistrza Włoch. Propozycja została bez głosów sprzeciwu poparta przez inne kluby. W pozostałych meczach na boisku grali juniorzy turyńskiego zespołu. W późniejszych latach klub nie osiągał już takich wyników jak wcześniej. Na kolejny tytuł czekał aż do sezonu 1975/76.
Jedynym graczem Torino, który pozostał z pierwszej drużyny klubu, był Sauro Tomà, który był w tamtym okresie kontuzjowany. Katastrofy cudem uniknął Ladislao Kubala, gracz Pro Patrii, który zgodził się wziąć udział w lizbońskim meczu, jednak w ostatniej chwili zrezygnował z wyjazdu z powodu choroby syna.